# XVIIe dynastie égyptienne

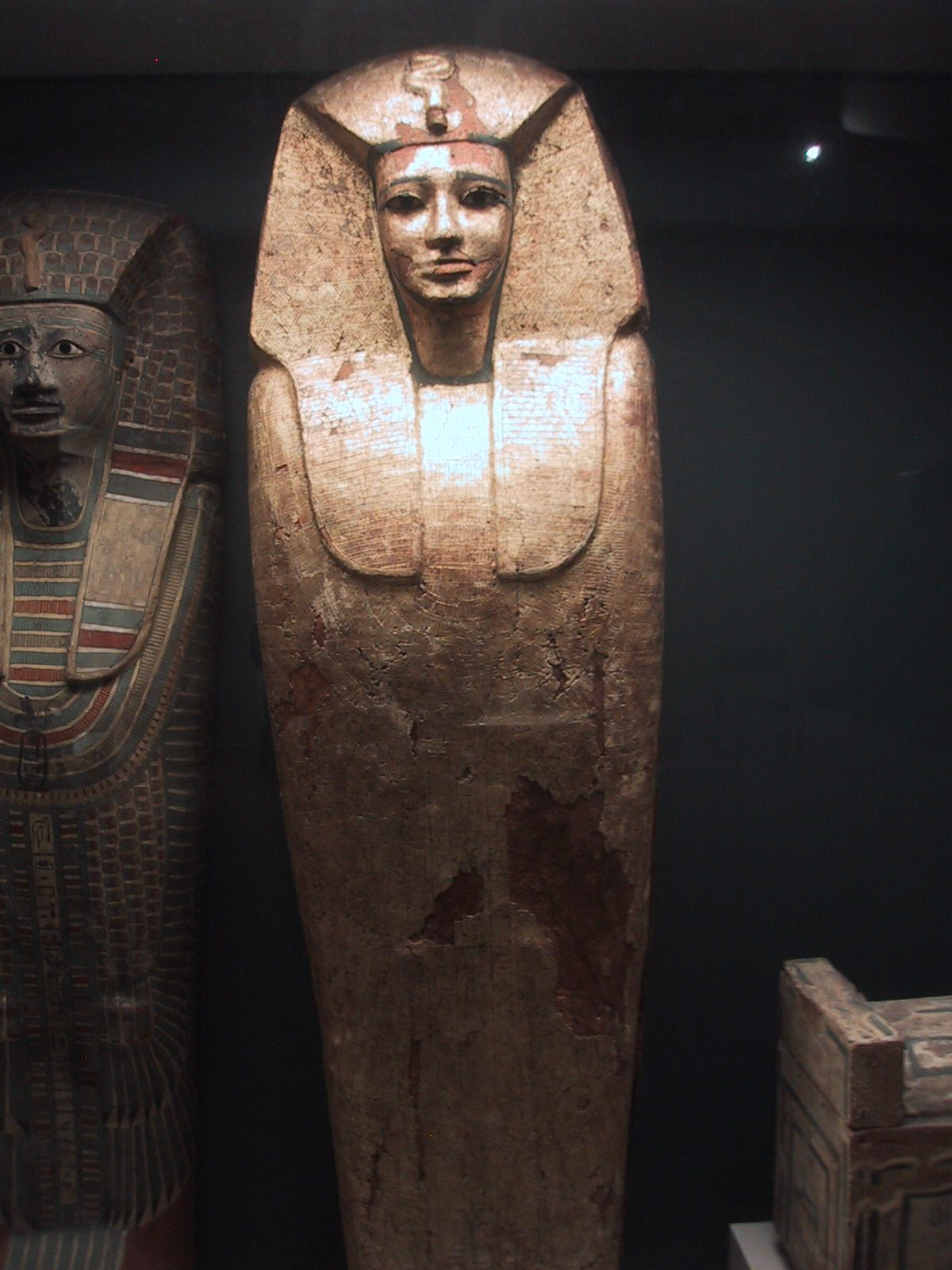
Sarcophage royal du pharaon Sekhemrê-Oupmaât Antef-Âa (Antef) de la - Musée du Louvre

La XVIIe dynastie égyptienne est une dynastie de la fin de la Deuxième Période intermédiaire. Elle ne contrôle que la Haute-Égypte. La vision longue de la XVIIe dynastie est la suite de la XIIIe dynastie, tandis que la vision courte de la XVIIe dynastie est la suite de la XVIe dynastie, elle-même suite de la XIIIe. Elle couvre la période de vers -1648 (Ryholt) ou -1625 (Franke, Krauss) à -1569 (Redford) ou -1549 (Dodson, Murnane, Ryholt) ou -1539/30 (Franke).

## Souverains de laXVIIedynastie
Il existe deux principales visions de la XVIIe dynastie : une vision longue, la plus ancienne, défendue par exemple par Jürgen von Beckerath, et une vision courte, plus récente, définie par Kim Ryholt. Malgré tout, chaque auteur a sa propre chronologie : ainsi, Daniel Polz, Claude Vandersleyen et Julien Siesse, également partisans d'une vision courte de la XVIIe dynastie, ont proposé chacun de nouvelles chronologies. Les différentes chronologies sont présentées ci-dessous.
|                                    |                                   |                                    |                                  |  |  |  |  |  |  |  |  |  |  |  |  |  |  |  |  |
| Noubkheperrê Antef V               |                                   |                                    |                                  |  |  |  |  |  |  |  |  |  |  |  |  |  |  |  |  |
| Sekhemrê-Ouahkhâou Râhotep         |                                   |                                    |                                  |  |  |  |  |  |  |  |  |  |  |  |  |  |  |  |  |
| Sekhemrê-Ouadjkhâou Sobekemsaf Ier |                                   |                                    |                                  |  |  |  |  |  |  |  |  |  |  |  |  |  |  |  |  |
| Sekhemrê-Sementaouy Djehouty       |                                   |                                    |                                  |  |  |  |  |  |  |  |  |  |  |  |  |  |  |  |  |
| Sânkhenrê Montouhotep VII          |                                   |                                    |                                  |  |  |  |  |  |  |  |  |  |  |  |  |  |  |  |  |
| Souadjenrê Nebiryraou Ier          | Nebmaâtrê (non classé)            |                                    |                                  |  |  |  |  |  |  |  |  |  |  |  |  |  |  |  |  |
| Nebiryraou II                      | Sekhemrê-Ouahkhâou Râhotep        | Sekhemrê-Ouahkhâou Râhotep         |                                  |  |  |  |  |  |  |  |  |  |  |  |  |  |  |  |  |
| Semenrê                            | Sekhemrê-Shedtaouy Sobekemsaf Ier | Sekhemrê-Ouadjkhâou Sobekemsaf Ier |                                  |  |  |  |  |  |  |  |  |  |  |  |  |  |  |  |  |
| Souserenrê Bebiânkh                | Sekhemrê-Oupmaât Antef-Âa VI      | Sekhemrê-Shedtaouy Sobekemsaf II   | Sekhemrê-Shedtaouy Sobekemsaf II |  |  |  |  |  |  |  |  |  |  |  |  |  |  |  |  |
| Sekhemrê-Shedtaouy Sobekemsaf II   | Noubkheperrê Antef VII            | Sekhemrê-Oupmaât Antef-Âa V        | Sekhemrê-Oupmaât Antef-Âa V      |  |  |  |  |  |  |  |  |  |  |  |  |  |  |  |  |
| Sekhemrê-Oupmaât Antef-Âa VI       | Sekhemrê-Herouhermaât Antef VIII  | Noubkheperrê Antef VI              | Sekhemrê-Herouhermaât Antef VI   |  |  |  |  |  |  |  |  |  |  |  |  |  |  |  |  |
| Sekhemrê-Herouhermaât Antef VII    | Sekhemrê-Ouadjkhâou Sobekemsaf II | Sekhemrê-Herouhermaât Antef VII    | Noubkheperrê Antef VII           |  |  |  |  |  |  |  |  |  |  |  |  |  |  |  |  |
| Senakhtenrê Iâhmes (ou Âhmes)      | Senakhtenrê Iâhmes (ou Âhmes)     | Senakhtenrê Iâhmes (ou Âhmes)      | Senakhtenrê Iâhmes (ou Âhmes)    |  |  |  |  |  |  |  |  |  |  |  |  |  |  |  |  |
| Seqenenrê Tâa                      | Seqenenrê Tâa                     | Seqenenrê Tâa                      | Seqenenrê Tâa                    |  |  |  |  |  |  |  |  |  |  |  |  |  |  |  |  |
| Ouadjkheperrê Kames                | Ouadjkheperrê Kames               | Ouadjkheperrê Kames                | Ouadjkheperrê Kames              |  |  |  |  |  |  |  |  |  |  |  |  |  |  |  |  |

Les rois présents dans la liste de von Beckerath et absents dans les autres listes sont placés dans la XVIe dynastie, voire la XIIIe dynastie, par ces auteurs. Quant à Nebmaâtrê, Kim Ryholt l'attribue à la XVIIe dynastie mais sans le classer ; von Beckerath l'attribue à la XVIe dynastie tandis que Siesse suggère la XIIIe dynastie sans être catégorique.

## Histoire
Ce royaume de Thèbes comprend les huit premiers nomes entre Éléphantine et Abydos et une partie de la Moyenne-Égypte jusqu'à Cusae, par des alliances avec des potentats qui lui vouent allégeance. Le reste du pays appartient aux chefferies asiatiques vassales des Hyksôs et aux petits royaumes dirigés par des Égyptiens collaborateurs (XVIe dynastie) ou aux Hyksôs eux-mêmes (XVe dynastie).
Les  rois ou gouverneurs  de cette dynastie doivent verser un tribut aux rois Hyksôs et tolérer leurs garnisons installées aux endroits stratégiques. Cependant, du fait de son origine indigène, la XVIIe dynastie va être à la tête de la lutte contre la domination étrangère. Ses souverains vont affronter les Hyksôs et assurer une nouvelle réunification du pays. En Nubie, le roi de Kouch Nedjeh prend le pouvoir et installe sa capitale à Bouhen ; il règne d'Éléphantine à la deuxième cataracte. Son alliance avec les Hyksôs a pour but d'encercler les Thébains. Elle va durer jusqu'à ce que le pharaon Ouadjkheperrê Kames s'empare de Bouhen. La victoire de Bouhen va donner naissance à l'exploitation d'un sentiment nationaliste par les princes Thébains déchus, qui assimileront la lutte contre les Hyksôs à une guerre de libération. Le successeur de Ouadjkheperrê Kames, Ahmes, vers -1540, prendra Avaris, la rasera et poursuivra les Hyksôs jusqu'en Palestine. La victoire finale sur ces derniers et leur expulsion marquera la fin de la XVIIe dynastie et constituera la fondation du Nouvel Empire.
Les pharaons de la XVIIe dynastie prennent résidence à Ballas (Ombos) mais règnent bien sur Thèbes. Ils sont enterrés à Dra Abou el-Naga dans des tombes surmontées de pyramides en briques. Plusieurs tombes ont été retrouvées : celle de Noubkheperrê Antef, celle de Sekhemrê-Oupmaât Antef-Âa et Sekhemrê-Herouhermaât Antef, celle de Ouadjkheperrê Kames. Celle de Sekhemrê-Shedtaouy Sobekemsaf et celle de Seqenenrê Tâa se trouvent probablement dans cette nécropole également, mais elles ont été pillées : celle de Sekhemrê-Shedtaouy Sobekemsaf a été pillée sous le règne de Ramsès IX, une description du procès a été retrouvée sur plusieurs papyrii (Abbott, Ambras et Amherst-Léopold II) ; tandis que la momie de Seqenenrê Tâa a été retrouvée dans la cache royale TT320 à Deir el-Bahari.